# Via da Alconétar a Ciudad Rodrigo
La via da Alconétar (Tumulos) a Ciudad Rodrigo (Mirobriga), nota come Via Dalmacia, Calzadam Dalmaciaide o al-Mazay, era una strada romana costruita in età Giulio Claudia, non inclusa né descritta nell'Itinerario antonino o negli altri itinerari di epoca romana. Univa la Meseta Nord e la valle del Tago attraverso il corridoio naturale che attraversa le valli del fiume Alagón, del fiume Arrago e la sorgente del fiume Eljas, da dove si congiunge con la sorgente del fiume Águeda, dopo aver attraversato le colline pedemontane della Sierra de Gata nei territori delle odierne province di Cáceres e Salamanca.

## Itinerario

La penisola iberica nell'anno 125

Il percorso cominciava nella mansio di Turmulos (identificato con l'odierno sito disabitato di Alconétar), puntando a ricongiungersi a Ovest con i municipi romani di Caurium (Coria) e di Mirobriga (Ciudad Rodrigo).
Questa strada, che iniziava il suo percorso distaccandosi dalla Via Delapidata una volta superato il fiume Tago sul Ponte di Alconétar, estenderebbe il suo tracciato attraversando le odierne località e municipi di Garrovillas, Portezuelo, Torrejoncillo, Coria, Calzadilla, Moraleja e Perales del Porto, attraversando la Sierra de Gata nei territori tra Acebo e Gata, e forse anche di Hoyos.

## Storia
L'esistenza di questa via di comunicazione romana è già stata segnalata, con un tracciato incerto, dall'epigrafista tedesco Emil Hübner in alcune mappe delle sue opere risalenti alla fine del secolo XIX, è stata solamente nominata da José Ramón Mélida y Alinari nel suo "Catalogo Monumentale di Cáceres" del 1924, tra tutti i ricercatori spagnoli dell'epoca.
Il recente ritrovamento di due pietre miliari, un frammento nelle prossimità di Coria con titolatura imperiale incompleta e datazione altoimperiale, conservato nel Museo de la Cárcel Real, e un altro nei dintorni del sito archeologico di Salamanca, presso Castro de Irueña, dedicato all'imperatore Augusto e datato tra luglio del 16 a.C. e marzo del 6 a.C., hanno contribuito alla ricostruzione di almeno parte della strada.